# Гъмбо
Гъмбо (gumbo, от думата на централен банту, означаваща „бамя“) е, приготвяно обикновено в щатите около Мексиканския залив в САЩ, най-характерно за южната част на Луизиана. Яде се през цялата година, по-често през студените месеци. Това се дължи на продължителното приготвяне – големият съд, пълен с къкреща течност, отоплява и помещението.
Ястието обикновено има две главни съставки – ориз и супа, и обикновено се прави в големи количества. Излишната супа се замразява и се използва по-късно. Оризът се приготвя отделно от супата всеки ден и се смесва с нея едва при сервиране.
Супата „гъмбо“ може да съдържа морски дарове (обикновено раци или скариди от Мексиканския залив), птиче месо (обикновено патица, пъдпъдък, пиле) и други меса, използвани за овкусяване (пушена или сурова наденица, тасо (пушено свинско), андуй (пушена кървавица) и други пушени или трайни месни продукти. Съществува и традиционна разновидност за Великите пости – гъмбо зерб (от френски: gumbo aux herbes), в основата си гъмбо от задушени зеленчуци, сгъстено с ру (препечено брашно).
Определящите особености на гъмбото са типа използван бульон и сгъстителят.
Друга незадължителна особеност е това, че съставките (основа, ру, бульон, месо и т.н.) се готвят отделно, след това се смесват и оставят да поврят заедно.
Бульонът винаги е колкото се може по-богат и се прави с това, което определя типа на гъмбото – морски дарове, пиле и т.н. Това обикновено означава изпичане на кости с мирпуа (смес от задушени лук, моркови и целина) във фурната и след това варене във вода в продължение на няколко часа.
Класическите сгъстители са бамя или стрити на прах листа от американско лаврово дърво (филѐ). И към двете може да се добави ру, а често самото ру е единствен сгъстител. Бамята е най-популярна, особено в кухните на ресторантите. Смесването на бамя и филѐ се смята за смъртен грях в луизианската кухня (филѐ в началото е било просто заместител на бамята в сезоните, в които тя не е била достъпна).